# Kotaku
Kotaku는 미국의 비디오 게임 블로그이다. 2004년에 개설되었으며, 본래 거커 미디어의 일부였다. 2016년 8월, 유니비전 커뮤니케이션스가 거커 미디어로부터 소유권을 매입했다.

## 역사
2004년 10월 거커미디어의 청소년을 타겟으로하는 전략의 일환으로 당사의 선임기자였던 매튜 갤런트의 주도로 설립 되었다.약 한달정도 뒤, 브라이언 크리센트가 망해가는 사이트를 일으켜 세우려고 투입되었다. 그 이후, 오스트레일리아, 일본, 브라질, 영국판 사이트를 설립했다. 초기에 Luke Smith.도 사이트에 기고를 했었다. 2009년 크리센트는 GamePro에 의해 비디오게임 산업에 있어서 지난 20년동안 가장 영향력 있는 인물 20명중 한 사람으로 이름을 올렸다. 2006년엔 유명 게임저널리스트 50명중 한 사람으로 명성을 떨쳤다. 사이트는 CNET의 유명 블로그 100개 리스트에도 이름을 올렸다. 그리고 PC Magazine's의 탑 100 사이트에서 50번째에 랭크되었다.
Kotaku 라는 말은 일본어 오타쿠에 접두어 '작은사이즈'를 뜻하는 ko를 붙여 만들어졌다.
2014년 4월, 거커 미디어는 '영국판 Kotaku'를 설립하기 위해 퓨처 (기업)와 파트너를 맺었고, '오스트레일리아판 Kotaku' 설립을 위해 Allure Media와 파트너를 맺었다.
2012년 Kotaku는 현재 브라이언 크리센트의 후임자인 스테판 토틸로에 의해 운영되고있다.
코타쿠는 2016년 8월 유니비전 커뮤니케이션스에 의해 인수된 거커미디어 6개의 사이트중 하나이다.